# Сухомлини
Сухомлини — село, Батьківська сільська рада, Зіньківський район, Полтавська область, Україна.
Населення за даними 1984 року становило 10 осіб.
Село ліквідоване в ? році.

## Географія
Село Сухомлин розташоване за 0,5 км від села Батьки, за 1,5 км від села Заїченці і за 2-а км від села Малі Будища.

## Історія
- ? — село ліквідоване.

## Пам'ятки
- Братська могила радянських воїнів.